# Pagaronia shibutsuana
Pagaronia shibutsuana är en insektsart som beskrevs av Hori 1982. Pagaronia shibutsuana ingår i släktet Pagaronia och familjen dvärgstritar. Inga underarter finns listade i Catalogue of Life.